# Wyspy Kokosowe (Mjanma)
Wyspy Kokosowe (birm. Koko Kyunsu, ang. Coco Islands) – archipelag na Oceanie Indyjskim, należący do Mjanmy. Geograficznie Wyspy Kokosowe zaliczają się do archipelagu Andamanów i oddzielone są od jego indyjskiej części szeroką na 20 km Cieśniną Kokosową. Leżą 300 km na południe od wybrzeży birmańskiego stałego lądu.
Z powodu strategicznego położenia archipelag został w 1994 roku wydzierżawiony Chińskiej Republice Ludowej. Chińczycy umiejscowili na wyspach wojskowe lotnisko i urządzenia radarowe.